# Thorsten Svensson
Thorsten Roland Svensson (ur. 8 października 1901 w Jonsered, zm. 29 czerwca 1954 tamże) – szwedzki piłkarz występujący na pozycji napastnika, reprezentant Szwecji w latach 1924–1926, brązowy medalista Igrzysk Olimpijskich 1924.

## Kariera klubowa
Grę w piłkę nożną rozpoczął w 1919 roku w IFK Göteborg. W latach 1922–1928 występował w klubie GAIS z Göteborga. W sezonach 1922/23, 1924/25 i 1926/27 wywalczył z nim mistrzostwo Szwecji. W 1929 roku ponownie był graczem IFK.

## Kariera reprezentacyjna
W reprezentacji Szwecji Svensson zadebiutował 18 maja 1924 w wygranym 5:1 towarzyskim meczu z Polską, rozegranym w Sztokholmie. W 1924 roku zdobył ze Szwecją brązowy medal na igrzyskach olimpijskich w Paryżu. Od 1924 do 1926 roku rozegrał w kadrze narodowej 6 spotkań i zdobył w nich 2 bramki.

## Sukcesy
GAIS
- mistrzostwo Szwecji: 1922/23, 1924/25, 1926/27